# Profil teatral: Teatrul Mic
Profil teatral: Teatrul Mic este un film românesc din 1986 regizat de Cornel Cristian. Rolurile principale au fost interpretate de actorii Leopoldina Bălănuță.

## Distribuție
Distribuția filmului este alcătuită din:
- Leopoldina Bălănuță